# دیمیتری آگاپتسف
دیمیتری آگاپتسف (انگلیسی: Dmitri Agaptsev؛ زادهٔ ۲۹ نوامبر ۱۹۹۱) بازیکن فوتبال اهل روسیه است که در پست مهاجم برای بالاشیخا بازی می‌کند.